# Bolitoglossa sombra
Bolitoglossa sombra is een salamander uit de familie longloze salamanders (Plethodontidae). De soort werd voor het eerst wetenschappelijk beschreven door James Hanken, David Burton Wake en Jay Mathers Savage in 2005.

## Verspreiding en habitat
De salamander komt voor in delen van Midden-Amerika en leeft in de landen Costa Rica en Panama.
Bolitoglossa sombra leeft in de nevelwouden van de Pacifische zijde van de Cordillera de Talamanca op hoogtes tussen de 1760 en 2000 meter boven zeeniveau. De soort is bekend uit Las Tablas, de Valle Silencio en mogelijk Santa Clara.